# Угарчина
Постанак презимена Угарчина описан је у три легенде, које су се преносиле са колена на колено. Оне нам говоре о чињеници да су се Угарчине некада презивали Мијатовић. Породични надимак, а касније презиме Угарчина, настао је као успомена на јуначки подвиг зачетника лозе, који је у самоодбрани, помоћу угарка (полу угљенисаног дрвета) победио двојицу Турака харачлија, који су покушали да му одузму живот. Kао место одвијања догађаја спомињу се: околина Никшића (у првој легенди), насеље Јаворањ код Двора на Уни (у другој легенди) и шири појам Босанска Крајина (у трећој легенди). 
У хроници насељавања села Хашани спомиње се податак да су Угарчине у то село дошли из Далмације 1825. године након Лаудoнових ратова. Као податак помиње се и чињеница да су славили Никољдан. 
У околини Никшића налазе се два села (Шипачно и Горње Поље) у којима су живели Мијатовићи, који су у та места дошли са Цетиња.